# Chanel Kavanagh
Chanel Kavanagh (24 de abril de 1995) es una deportista neozelandesa que compitió en judo. Ganó dos medallas de plata en el Campeonato de Oceanía de Judo en los años 2013 y 2014.

## Palmarés internacional
| Campeonato de Oceanía | Campeonato de Oceanía    | Campeonato de Oceanía | Campeonato de Oceanía |
| Año                   | Lugar                    | Medalla               | Categoría             |
| --------------------- | ------------------------ | --------------------- | --------------------- |
| 2013                  | Apia (Samoa)             | Medalla de plata      | –48 kg                |
| 2014                  | Auckland (Nueva Zelanda) | Medalla de plata      | –48 kg                |